# 1236 Thais
1236 Thais је астероид главног астероидног појаса. Приближан пречник астероида је 22,34 ,
а средња удаљеност астероида од Сунца износи 2,429 астрономских јединица (АЈ).
Инклинација (нагиб) орбите у односу на раван еклиптике је 13,158 степени, а орбитални период износи 1383,362 дана (3,787 године). Ексцентрицитет орбите астероида износи 0,242.
Апсолутна магнитуда астероида износи 11,93 а геометријски албедо 0,059.
Астероид је откривен 6. новембра 1931. године.